# 卡莱·派珀
卡莱·派珀（英語：Carly Piper，1983年9月23日—），生於密歇根州底特律，美国退役女子游泳运动员。曾代表国家参加2004年夏季奥林匹克运动会，获得女子4×200米自由泳接力项目金牌。